# Roger-Yves Bost
Roger-Yves Bost (Boulogne-Billancourt, 5 de fevereiro de 1963) é um ginete de elite francês, especialista em saltos, campeão olímpico por equipes na Rio 2016.

## Carreira
Roger-Yves Bost representou seu país nos Jogos Olímpicos de Verão de: 1996 e 2016.
Roger-Yves Bost por equipes conquistou a medalha de ouro montando Sydney une Prince, com apenas três perdidos ao lado de Kevin Staut, Philippe Rozier e Pénélope Leprevost